# Two Worlds (альбом ATB)
Two Worlds — второй студийный альбом немецкого музыканта и продюсера электронной музыки Андре Таннебергера. Был выпущен 6 ноября 2000 года. Альбом является двойным, и разделён по принципу различных жанров. Первый диск The World of Movement (мир движения) содержит более энергичные композиции, в то время как второй — The Relaxing World (мир отдыха) — более расслабляющие.

## Об альбоме
Летом 2000 года в немецкой студии ATB началась запись второго студийного альбома. Через пять месяцев, к ноябрю, работа была завершена. После дебютной пластинки, Андре решил не стоять на месте, и пошёл путём экспериментов. Основная задумка «Two Worlds» заключалась в объединении двух музыкальных жанров, Андре хотел объединить танцевальные ритмы и мелодичные композиции. Если в «Movin’ Melodies» они переплетались друг с другом на одном диске, то в «Two Worlds» они разделены на два диска.
В процессе работы над альбомом ATB поработал с известной певицей Хитер Нова (англ. Heather Nova). В одном из своих интервью Андре сказал, что сотрудничество с Хитер было приятным и великолепным.
Совместно с братьями York Андре записал второй сингл «The Fields Of Love». Также в состав альбома вошла композиция «Let U Go» записанная в сотрудничестве с солисткой канадской рок-группы Wild Strawberries Робертой Картер Харрисон (англ. Roberta Carter Harrison). Данная работа является кавер-версией, оригинал которой написали канадские музыканты Кен Харрисон (англ. Ken Harrison) и Роберт Майкл (англ. Robert Michael). В 2000 году Андре разыскал музыкантов и предложил им сотрудничество.
На второй диск попала совместная работа ATB и основателя музыкального проекта Enigma Мишеля Крету (фр. Michael Cretu) «Enigmatic Encounter» записанная за одну ночь на испанском острове Ивиса.
Это первая пластинка, где сам Андре в полной мере проявил свои вокальные способности, исполнив вокальные партии в композициях «See U Again», «The Summer», «The Fields Of Love». Узнаваемый приём с гитарным тембром был также использован в этом альбоме.

### Интересные факты
- Композиция «The Fields Of Love» посвящена подруге Андре Даниеле.
- После выпуска этого альбома многие критики предсказывали конец ATB.[источник не указан 2959 дней]
- В 2004 году Kontor Records переиздал альбом вместе с первой пластинкой «Movin’ Melodies».

### Обложка и оформление
Оформлением этого альбома снова занимался Марк Шильковски (нем. Marc Schilkowski). Фотографии сделаны Олафом Гейне (нем. Olaf Heine).

### Список композиций

#### The World Of Movement
| №   | Название                                       | Автор(ы)                                 | Длительность |
| --- | ---------------------------------------------- | ---------------------------------------- | ------------ |
| 1.  | «See U Again»                                  | A. Tanneberger                           | 6:35         |
| 2.  | «Love Will Find You (ATB and Heather Nova)»    | A. Tanneberger, H. Nova                  | 5:50         |
| 3.  | «The Summer»                                   | A. Tanneberger                           | 3:39         |
| 4.  | «Loose The Gravity»                            | A. Tanneberger                           | 6:39         |
| 5.  | «Feel You Like A River (ATB and Heather Nova)» | A. Tanneberger, H. Nova                  | 3:48         |
| 6.  | «The Fields Of Love (ATB feat. York)»          | A. Tanneberger, T. Stenzel, J. Stenzel   | 3:44         |
| 7.  | «Let U Go (ATB with The Wild Strawberries)»    | A. Tanneberger, K. Harrison, R. Michaels | 3:54         |
| 8.  | «Bring It Back»                                | A. Tanneberger                           | 4:52         |
| 9.  | «Hypnotic Beach»                               | A. Tanneberger                           | 5:46         |
| 10. | «Fall Asleep»                                  | A. Tanneberger, M. Loeber                | 5:05         |
| 11. | «Klangwelt»                                    | A. Tanneberger                           | 7:17         |

#### The Relaxing World
| №  | Название                               | Автор(ы)                         | Длительность |
| -- | -------------------------------------- | -------------------------------- | ------------ |
| 1. | «First Love»                           | A. Tanneberger                   | 6:21         |
| 2. | «Feel You»                             | A. Tanneberger                   | 3:58         |
| 3. | «The Summer (Ibiza Influence Version)» | A. Tanneberger                   | 5:19         |
| 4. | «Engrossing Moments»                   | A. Tanneberger                   | 3:41         |
| 5. | «Timeless»                             | A. Tanneberger                   | 4:54         |
| 6. | «Repulse»                              | A. Tanneberger                   | 2:31         |
| 7. | «Enigmatic Encounter (ATB and Enigma)» | A. Tanneberger, M. Cretu, J. Gad | 4:39         |
| 8. | «Sensuality»                           | A. Tanneberger                   | 3:53         |
| 9. | «Endless Silence»                      | A. Tanneberger                   | 4:05         |

### Некоторые издания
| Страна     | Дата | Лейбл                 | Формат | Каталог              |
| Германия   | 2000 | Kontor Records        | LP     | Kontor122            |
| Германия   | 2000 | Kontor Records, Urban | CD+CD  | Kontor122, 159 449-2 |
| Германия   | 2000 | Club Tools            | CD+CD  | 011719-2 CLU         |
| Канада     | 2000 | Popular Records       | CD+CD  | 623398336324         |
| Польша     | 2000 | Magic Records         | CD+CD  | 159449-2             |
| Португалия | 2000 | Enter Records         | CD+CD  | 11.80.7898           |
| США        | 2000 | Radikal Records       | CD+CD  | RAD90024-2           |
| Венгрия    | 2000 | Record Express        | CD     | REC 255157-2         |
| Венгрия    | 2000 | Record Express        | CD     | REC 255158-2         |
| Австралия  | 2001 | Bang On!              | CD+CD  | BANGCD008            |

### Форматы
- LP — 10 композиций альбома на двух двухсторонних виниловых дисках
- CD+CD — 20 композиций альбома
- CD венгерское издание — 11 композиций альбома (The World Of Movement)
- CD венгерское издание — 9 композиций альбома (The Relaxing World)
- CD+CD австралийское издание — 20 композиций альбома с двумя клипами

### Синглы
| Информация                                                              | Трек-лист                                                                                |
| ----------------------------------------------------------------------- | ---------------------------------------------------------------------------------------- |
| The Summer - Вышел: 2000 - Лейбл: Kontor Records - Носители: LP         | 1. Clubb Mix 2. Inst. Clubb Version                                                      |
| The Summer - Вышел: 2000 - Лейбл: Kontor Records - Носители: CD         | 1. Airplay Mix 2. Clubb Mix 3. Instrumental Clubb Version 4. Ibiza Influence Version     |
| The Fields Of Love - Вышел: 2000 - Лейбл: Kontor Records - Носители: LP | 1. Darude vs. JS16 Remix 2. York Dub 3. Original Club Mix                                |
| The Fields Of Love - Вышел: 2000 - Лейбл: Kontor Records - Носители: CD | 1. Airplay Mix 2. Original Club Mix 3. York Remix 4. Instrumental                        |
| Let U Go - Вышел: 2001 - Лейбл: Kontor Records - Носители: LP           | 1. Clubb Mix 2. ATB Remix 3. UK Dub Mix                                                  |
| Let U Go Remixes - Вышел: 2001 - Лейбл: Kontor Records - Носители: LP   | 1. Trisco Remix 2. Wippenberg Remix                                                      |
| Let U Go - Вышел: 2001 - Лейбл: Kontor Records - Носители: CD           | 1. Airplay Mix 2. ATB Remix 3. UK Dub Mix 4. Clubb Mix 5. Trisco Mix 6. Wippenberg Remix |

## Участники записи
- В записи «The Fields Of Love» принимали участие братья York
- В записи «Let U Go» принимали участие The Wild Strawberries
- В записи «Enigmatic Encounter» принимала участие Энигма
- Андре Таннебергер (André Tanneberger), Хитер Нова (Heather Nova), Роберта Картер Харрисон (Roberta Carter Harrison) — вокал
- Торстен Штенцель (Torsten Stenzel), Маркус Лёбер (Marcus Loeber), Енс Гад (Jens Gad), Мишель Крету (Michael Cretu) — аранжировка
- Маркус Лёбер (Marcus Loeber), Енс Гад (Jens Gad), Мишель Крету (Michael Cretu) — продюсеры
- Торстен Штенцель (Torsten Stenzel), Кен Харрисон (Ken Harrison), Роберт Майкл (Robert Michael), Маркус Лёбер (Marcus Loeber), Мишель Крету (Michael Cretu) — соавторы
- Йёрг Штенцель (Jörg Stenzel) — гитара